# Nebenklage
Als Nebenklage wird im Strafverfahrensrecht Deutschlands die Teilnahme (Anschluss) des Geschädigten oder seines Rechtsnachfolgers an der Anklage der Staatsanwaltschaft im Strafverfahren bezeichnet. Sie stellt neben der Privatklage eine Ausnahme von dem im Strafverfahren geltenden Strafverfolgungsmonopol des Staates (Offizialmaxime) dar, weshalb sie nur bei der Verfolgung bestimmter Straftaten zulässig ist. Anders als bei der strafprozessualen Privatklage, bei der keine öffentliche Anklage vorliegt, schließt sich der Nebenkläger der Anklage der Staatsanwaltschaft an. Hierdurch erhält der Geschädigte die Rolle eines Nebenklägers. Dabei werden dem Nebenkläger bestimmte Rechte eingeräumt, wie etwa die ständige Anwesenheit in der Hauptverhandlung sowie das Recht, Zeugen und den Angeklagten zu befragen.
Von der Nebenklage unterschieden werden muss das Adhäsionsverfahren, bei dem es um die Geltendmachung zivilrechtlicher Schadensersatzansprüche aus der Straftat im Rahmen des Strafverfahrens geht, das aber, eben weil es um zivilrechtliche Ansprüche geht, gänzlich anderen Grundsätzen unterliegt als die Nebenklage, bei der das Ziel die strafrechtliche Verurteilung des Angeklagten ist.

## Geschichte
In der germanischen und karolingischen Zeit  bestimmte das Opfer als Ankläger Einleitung und Durchführung des Verfahrens. Mit der Einführung des Inquisitionsverfahrens im Heiligen Römischen Reich Deutscher Nation, insbesondere durch die Constitutio Criminalis Carolina von 1532, ging das Recht zur Strafverfolgung auf den Staat über. Damit beschränkte sich die Rolle des Geschädigten auf die des Zeugen. Auch die Einführung des reformierten Strafprozesses mit der Staatsanwaltschaft als Anklageorgan sowie öffentlicher und mündlicher Hauptverhandlung in den deutschen Partikularstaaten um die Mitte des 19. Jahrhunderts änderte darin nichts. Erst mit Inkrafttreten der Strafprozessordnung am 1. Oktober 1879 wurden neben dem Klageerzwingungsverfahren und der Privatklage auch die Nebenklage eingeführt.
Auf Alexandra Goy ist die Gründung eines feministischen Anwältinnenkollektivs zurückzuführen, das sich auf die Vertretung von Frauen, Opfer von physischer, psychischer und sexueller Gewalt, spezialisierte. Sie entdeckte die Nebenklage als hilfreiches Rechtsinstrument für misshandelte Frauen. Eine Frau, die Nebenklägerin war, konnte der gesamten Gerichtsverhandlung beiwohnen und über ihre Rechtsanwältin Fragen stellen, statt nach ihrer Zeugenaussage wieder aus dem Gerichtssaal geschickt zu werden.
Mit dem sogenannten Ersten Opferschutzgesetz 1986 wurde die Nebenklage grundlegend reformiert und zu einem Institut der selbständigen Verletztenbeteiligung umfunktioniert.

## Zweck
Das Nebenklageverfahren dient der Verbesserung der Rechte des Geschädigten im Strafverfahren. Daneben gibt es dem Geschädigten die Gelegenheit, dem Straftäter nicht als Opfer gegenüberzutreten, was häufig der psychologischen Bewältigung der Folgen der Straftat dient.

## Verfahren
Geschädigte bestimmter Straftaten (oder ggf. deren Hinterbliebene) können gem. §§ 395-402 Strafprozessordnung (StPO) im Straf- bzw. Sicherungsverfahren vor Gericht als sog. Nebenkläger auftreten.

### Zulässigkeit einer Nebenklage
Bei welchen Straftaten das der Fall ist und welche Personen hierzu berechtigt sind, ist abschließend in § 395 StPO geregelt. Danach ist die Nebenklage zulässig bei den Delikten gegen die sexuelle Selbstbestimmung (z. B. Sexueller Missbrauch, Sexueller Übergriff, Sexuelle Nötigung, Vergewaltigung, Sexuelle Belästigung), versuchtem Mord, versuchtem Totschlag, Aussetzung, allen vorsätzlichen Körperverletzungsdelikten, einigen Straftaten gegen die persönliche Freiheit (Menschenhandel, Zwangsprostitution, Zwangsarbeit, Ausbeutung der Arbeitskraft, Ausbeutung unter Ausnutzung einer Freiheitsberaubung, Menschenraub, Verschleppung, Verschwindenlassen von Personen, Entziehung Minderjähriger, Kinderhandel, Zwangsheirat, Stalking, schwerer Freiheitsberaubung, erpresserischer Menschenraub und Geiselnahme, Nötigung in besonders schwerem Fall) möglich. Seit 2004 ist die Nebenklage auch bei Verstößen gegen Verfügungen nach dem Gewaltschutzgesetz möglich.
Seit 3. August 2024 ist auch bei mehreren Tatbeständen des Völkerstrafgesetzbuchs die Nebenklage möglich.
Bei anderen rechtswidrigen Taten, insbesondere fahrlässiger Körperverletzung (z. B. bei Verkehrsunfällen) und Delikten gegen die Ehre (Beleidigung, Üble Nachrede, Verleumdung o. ä.), sowie Wohnungseinbruchdiebstahl, Raub, Erpressung als auch räuberischem Angriff auf Kraftfahrer für den Verletzten die Nebenklage zulässig, „… wenn dies aus besonderen Gründen, namentlich wegen der schweren Folgen der Tat, zur Wahrnehmung seiner Interessen geboten erscheint.“ (§ 395 Abs. 3 StPO).
Ist durch eine rechtswidrige Tat jemand getötet worden, so steht das Nebenklagerecht nach § 395 Abs. 2 S. 1 StPO den Eltern, Kindern, Geschwistern und dem Ehegatten oder Lebenspartner zu.
Des Weiteren können sich auch Personen, die durch ein Klageerzwingungsverfahren die Erhebung der öffentlichen Klage herbeigeführt haben, als Nebenkläger anschließen.
Auch markenrechtliche und urheberrechtlich geschützte Rechtsgüter sind nebenklagefähig, s. § 395 Abs. 1 Nr. 6 StPO.
Die Zulässigkeit der Nebenklage ist von dem Deliktsstadium unabhängig. Daher ist sie auch bei versuchten Straftaten zulässig.

### Antrag
Die Anschlusserklärung ist bei dem Gericht schriftlich einzureichen (§ 396 Abs. 1 StPO).

### Vertretung durch Rechtsanwalt
Der Nebenkläger kann sich der Hilfe eines Rechtsanwalts bedienen oder durch einen solchen vertreten lassen (§ 397 Abs. 2 StPO). Ihm kann entweder bei besonders schwereren Straftaten gemäß § 397a Abs. 1 StPO ein Rechtsanwalt als Beistand beigeordnet werden oder gemäß § 397a Abs. 2 StPO im Falle seiner Bedürftigkeit Prozesskostenhilfe gewährt werden. Die Kosten dieses Rechtsanwalts werden im Falle der Verurteilung dem Angeklagten auferlegt (§ 472). Ist der Verurteilte nicht zahlungsfähig, übernimmt im Falle der Beiordnung nach § 397a Abs. 1 StPO die Staatskasse die Kosten, andernfalls hat der Nebenkläger trotz Verurteilung seinen Rechtsanwalt selbst zu zahlen, wenngleich er ein vollstreckbares Urteil gegen den Verurteilten hat.

### Verfahrensrechte des Nebenklägers
Dem Nebenkläger stehen – ähnlich wie der Staatsanwaltschaft – eigene Verfahrensrechte zu, die in den § 397-401 StPO geregelt sind.
Insbesondere ist er, auch wenn er als Zeuge vernommen werden soll, zur Anwesenheit in der Hauptverhandlung berechtigt. Weiterhin hat er – unter den gesondert geregelten Voraussetzungen – wichtige Rechte wie z. B. Richter- und Sachverständigen-Ablehnung, Beweisantragsrecht, Fragerecht (§ 397 Abs. 1 StPO). Darüber hinaus kann er unabhängig von der Staatsanwaltschaft Rechtsmittel einlegen (§ 401 Abs. 1 StPO), allerdings nicht in Bezug auf die Höhe des Strafmaßes.
Lange war umstritten, ob der Nebenkläger seine Rechte auch zugunsten des Angeklagten einsetzen und einen Freispruch fordern darf (sog. verteidigende Nebenklage). Der BGH hat diese Frage nunmehr bejaht (BGH, Beschl. v. 1.9.2020, Az. 3 StR 214/20).
Durch Widerruf des Nebenklägers sowie durch dessen Tod erlischt die Anschlusserklärung (§ 402 StPO). Das Strafverfahren als solches wird dann ohne Beteiligung des Nebenklägers durch die Staatsanwaltschaft fortgeführt.

## Besonderheiten in Verfahren gegen Jugendliche
Im Verfahren gegen Heranwachsende ist die Nebenklage wie im Verfahren gegen Erwachsene möglich, § 105 JGG.
Die Zulässigkeit der Nebenklage im Verfahren gegen Jugendliche wurde durch das 2. Justizmodernisierungsgesetz vom 22. Dezember 2006 mit Wirkung zum 31. Dezember 2006 eingeführt. Danach ist die Nebenklage nach § 80 Abs. 3 JGG nur bei Verbrechen gegen das Leben (Mord § 211 StGB, Totschlag § 212 StGB und Aussetzung § 221 StGB), die körperliche Unversehrtheit (Schwere Körperverletzung § 226 StGB, Verstümmelung weiblicher Genitalien § 226a StGB, Körperverletzung mit Todesfolge § 227 StGB) oder die sexuelle Selbstbestimmung (sexueller Missbrauch von Kindern § 176 StGB, schwerer sexueller Missbrauch von Kindern § 176c StGB, Sexueller Missbrauch von Kindern mit Todesfolge § 176d StGB, Sexueller Übergriff/sexuelle Nötigung/Vergewaltigung (§ 177 StGB, aber nur wenn Verbrechen oder besonders schweres Vergehen), sexueller Übergriff/sexuelle Nötigung/Vergewaltigung mit Todesfolge § 178 StGB) zulässig. Bei Verbrechen nach § 239 Abs. 3, § 239a, § 239b StGB (Freiheitsberaubung, Erpresserischer Menschenraub, Geiselnahme), ist sie nur zulässig, wenn das Opfer durch die Straftat seelisch oder körperlich schwer geschädigt oder einer solchen Gefahr ausgesetzt worden ist.

## Österreich
Das Opfer einer Straftat ist bereits von Gesetzes wegen am Verfahren beteiligt. Eine enumerative Begrenzung auf bestimmte Delikte erfolgt nicht.